# Sandro Kulenović
Sandro Kulenović, né le 4 décembre 1999 à Zagreb en Croatie, est un footballeur croate qui évolue actuellement au poste d'avant-centre au Dinamo Zagreb.

## Biographie

### Legia Varsovie
Natif de Zagreb en Croatie, Sandro Kulenović est formé par le plus grand club du pays, le Dinamo Zagreb. Le 7 juin 2016, il rejoint la Pologne et le centre de formation du Legia Varsovie. Le 22 juillet 2017, il est prêté à la Juventus de Turin, où il évolue avec les équipes de jeunes. 
Il est de retour au Legia en juin 2018. Il fait ses débuts en professionnel le 10 juillet 2018, lors d'un match de qualification pour la Ligue des Champions face à Cork City, en entrant en jeu à la place de Kasper Hämäläinen. Son équipe remporte la partie par un but à zéro.

### Dinamo Zagreb et prêts
Le 2 septembre 2019 Sandro Kulenović s'engage en faveur du Dinamo Zagreb pour un contrat courant jusqu'en juin 2024.
Le 31 août 2021 il est prêté pour une saison au Lokomotiva Zagreb.

### Carrière en sélection nationale
Kulenović joue notamment avec l'équipe de Croatie des moins de 16 ans. Il joue cinq matchs avec cette sélection, tous en 2015.
Avec les moins de 19 ans, il marque un but contre les îles Féroé en novembre 2016, puis inscrit un doublé contre Saint-Marin un an plus tard.
Avec les moins de 20 ans, il est l'auteur d'un triplé contre la Biélorussie en novembre 2018.
Sandro Kulenović reçoit sa première sélection avec l'équipe de Croatie espoirs le 25 mars 2019, contre l'Italie (2-2). Le 14 octobre de la même année il réalise un triplé contre Saint-Marin, contribuant à la large victoire de son équipe (0-7).